# Parapenaeus fissuroides
Parapenaeus fissuroides är en kräftdjursart som beskrevs av Crosnier 1986. Parapenaeus fissuroides ingår i släktet Parapenaeus och familjen Penaeidae.

## Underarter
Arten delas in i följande underarter:
- P. f. erythraeus
- P. f. fissuroides
- P. f. indicus